# Стальные тигры
«Стальные тигры» — клуб по американскому футболу из Перми, выступающий в чемпионате России. Обладатель звания «Лучшая региональная команда страны», двукратный победитель Кубка Регионов по американскому футболу, бронзовый призёр Чемпионата России по американскому футболу в 2017 и 2018 годах.

## История
Клуб «Стальные тигры» был образован в 2010 году как любительская команда под руководством тренера Александра Маляренко. Клубу удалось получить поддержку Министерства спорта Пермского края. Уже в 2012 году команда принимает участие в чемпионате России.
В 2013 и 2016 годах «Стальные тигры» одерживают победу в Чемпионате Урала по американскому футболу.
В 2017 году команда становится победителем дивизиона «Волга», обладателем Кубка регионов, бронзовым призёром Чемпионата России по американскому футболу и признаётся лучшей региональной командой страны. Квотербек Евгений Захаров по итогам этого сезона признан лучшим игроком нападения в России.
Звание лучшей команды было подтверждено и в 2018 году, когда «Стальные тигры» стали победителем дивизиона «Урал», победителем Кубка Регионов и вновь бронзовым призёром Чемпионата России.
Порядка 60 % финансирования «Стальных тигров» поступает из бюджета Пермского края, 40 % — от спонсоров и Федерации американского футбола в Перми, однако общий объём финансирования, по мнению представителей руководства клуба, не достаточный.
В состав сборной России по американскому футболу на позиции тэкла нападения (offensive tackle) входил игрок «Стальных тигров» Матвей Гостюхин.
На базе клуба «Стальные тигры» также действуют юношеская команда по американскому футболу «Тигры Юниоры» и женскую команда по флаг-футболу «Тигрицы». Кроме того, клуб выступает в качестве организатора федеральных игр в Перми, демонстрируя высокий уровень подхода к мероприятиям.

## Факты
- В состав «Стальных тигров» входят чиновники, предприниматели, студенты. Так, например, в основной состав команды входил председатель комитета по физической культуре и спорту администрации Перми Сергей Сапегин (33 номер)[8].
- Организовать тренировочный процесс и начать играть в рамках чемпионата России по американскому футболу команде удалось за свой счёт[9].
- «Стальные Тигры» и «Стальные Тигрицы» регулярно принимают участие в проектах для детей, оставшихся без попечительства родителей, из реабилитационных центров Перми[10].